# جواز سفر برازيلي
جواز السفر البرازيلي هو الوثيقة الرسمية للسفر إلى الخارج وتصدر من قبل الحكومة البرازيلية، من خلال الشرطة الاتحادية البرازيلية. في شهر ديسمبر عام 2014، وسعت إدارة الشرطة الاتحادية البرازيلية مدة الجواز وأصبحت صلاحيته من خمس إلى عشر سنوات.

## متطلبات التأشيرة

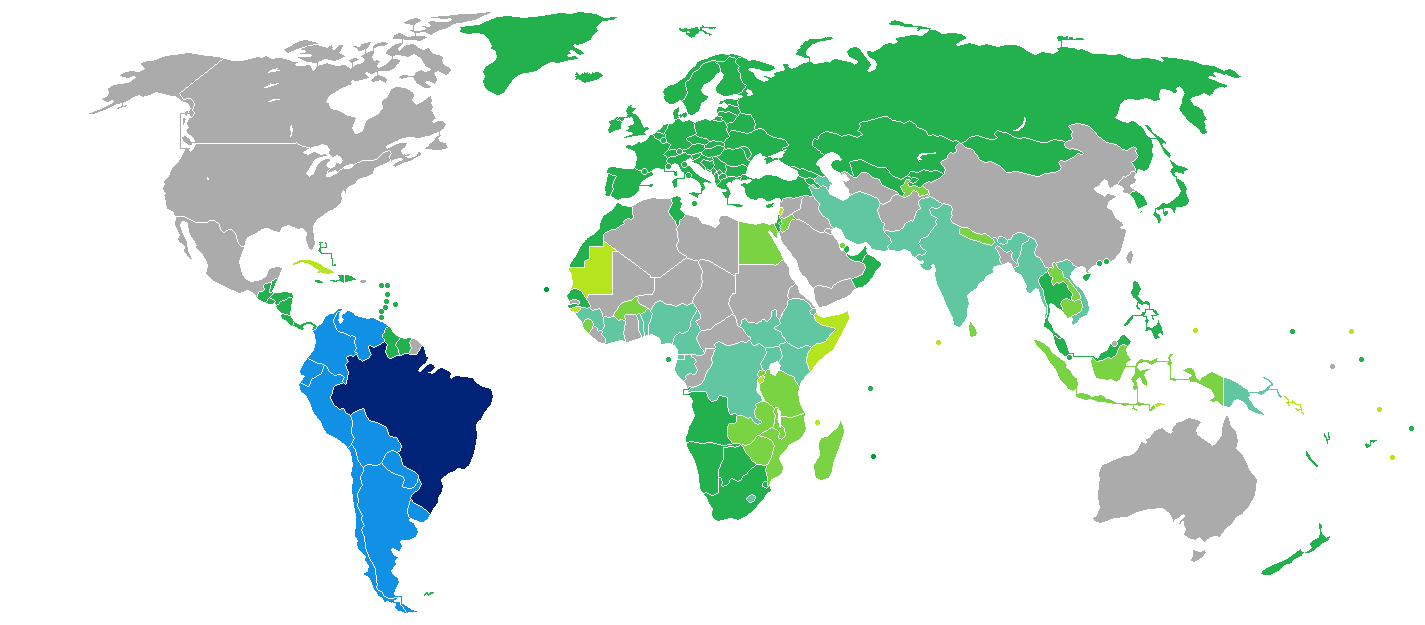
البلدان والأقاليم التي لا تفرض تأشيرة أو تطلب تأشيرة دخول عند الوصول للجهة، لحاملي جوازات السفر البرازيلية العادية.

اعتبارًا من 11 يناير 2022 كان المواطنون البرازيليون لديهم إمكانية دخول 169 دولة وإقليم بدون تأشيرة أو تأشيرة عند الوصول، مما أدى إلى تصنيف جواز السفر البرازيلي في المرتبة 20 من حيث حرية السفر وفقًا مؤشر هينلي لجوازات السفر.

## المعرض

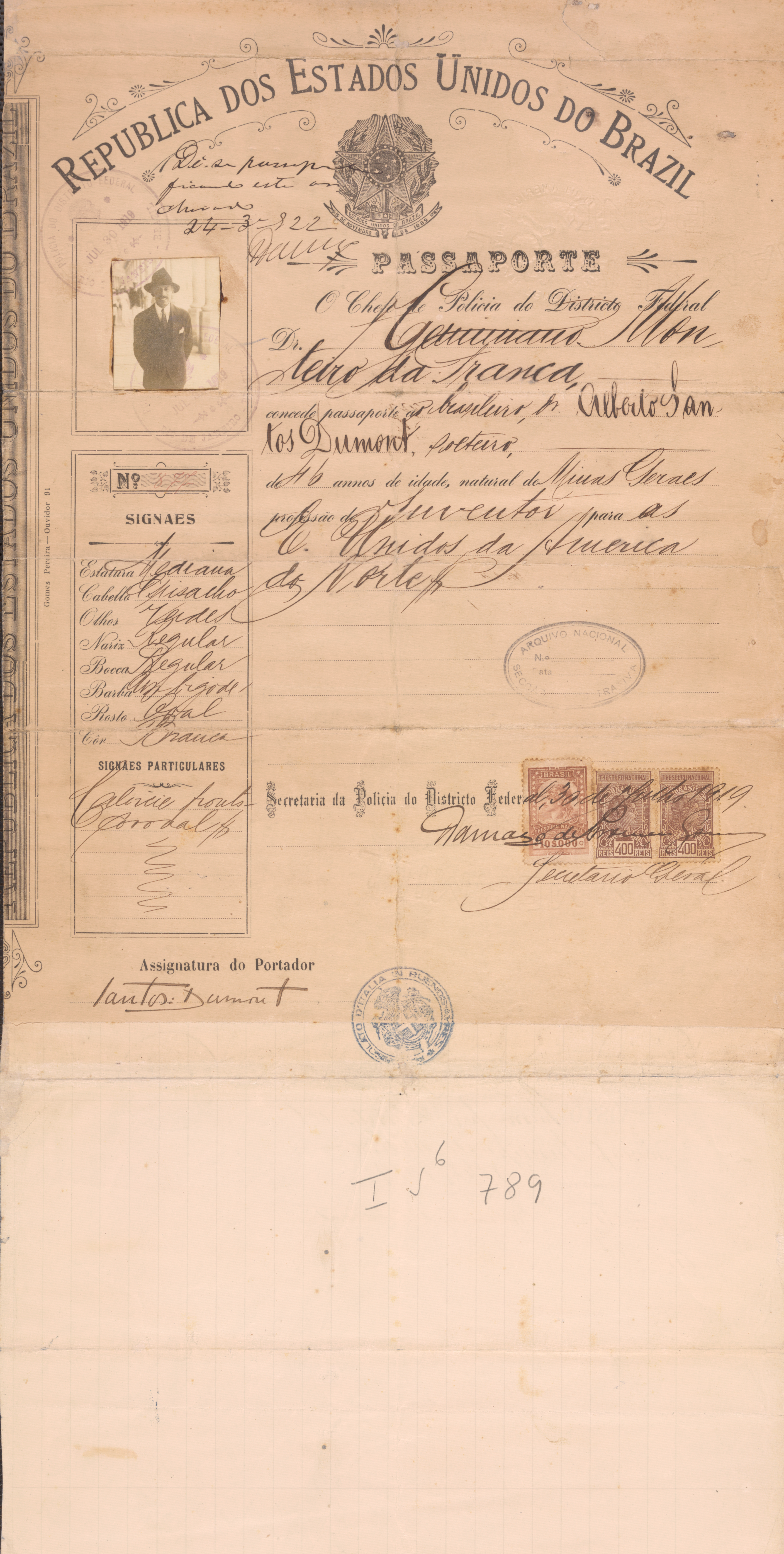
أصدر أول جواز سفر جمهوري برازيلي لألبرتو سانتوس في عام 1919.
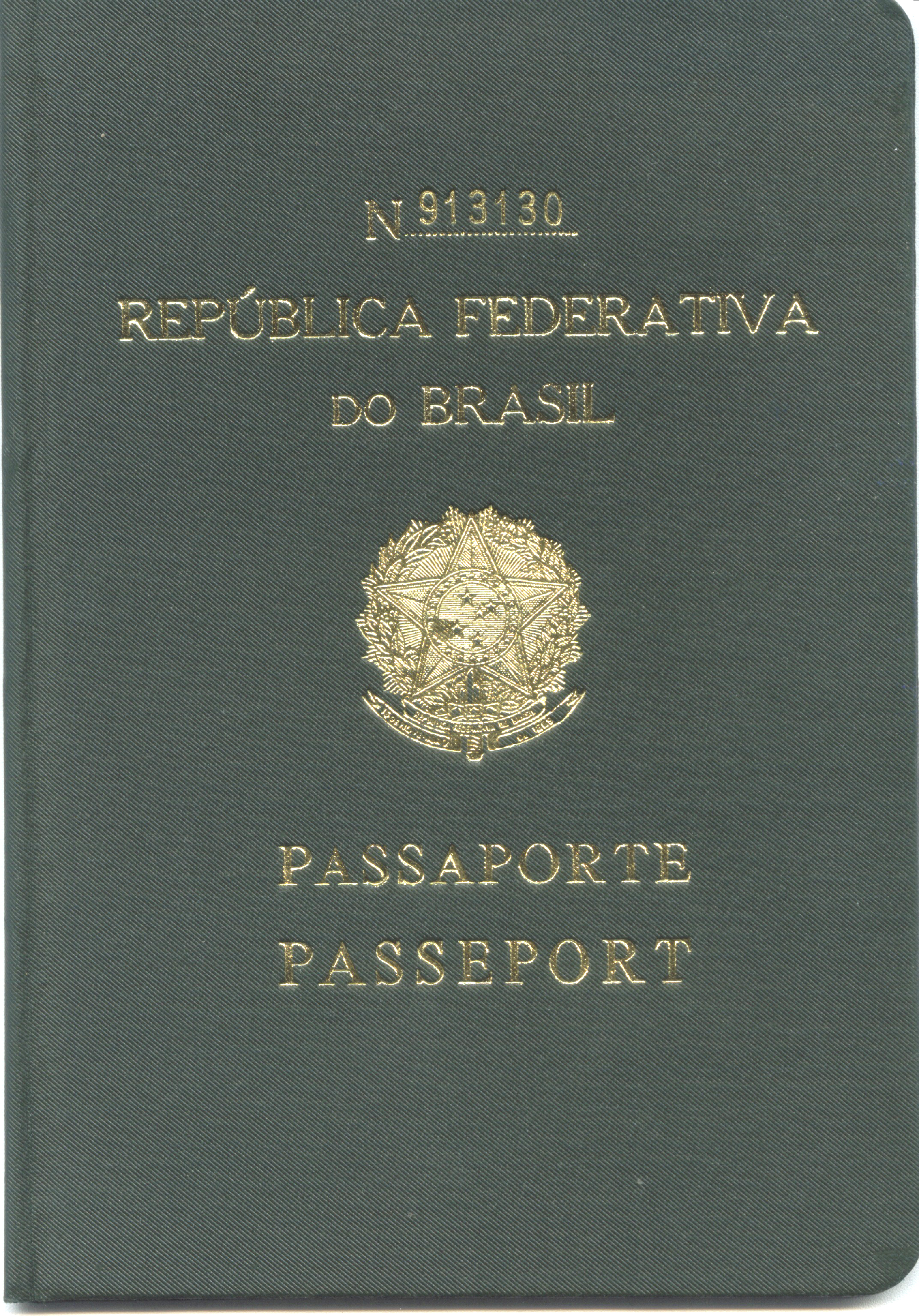
جواز سفر برازيلي عادي
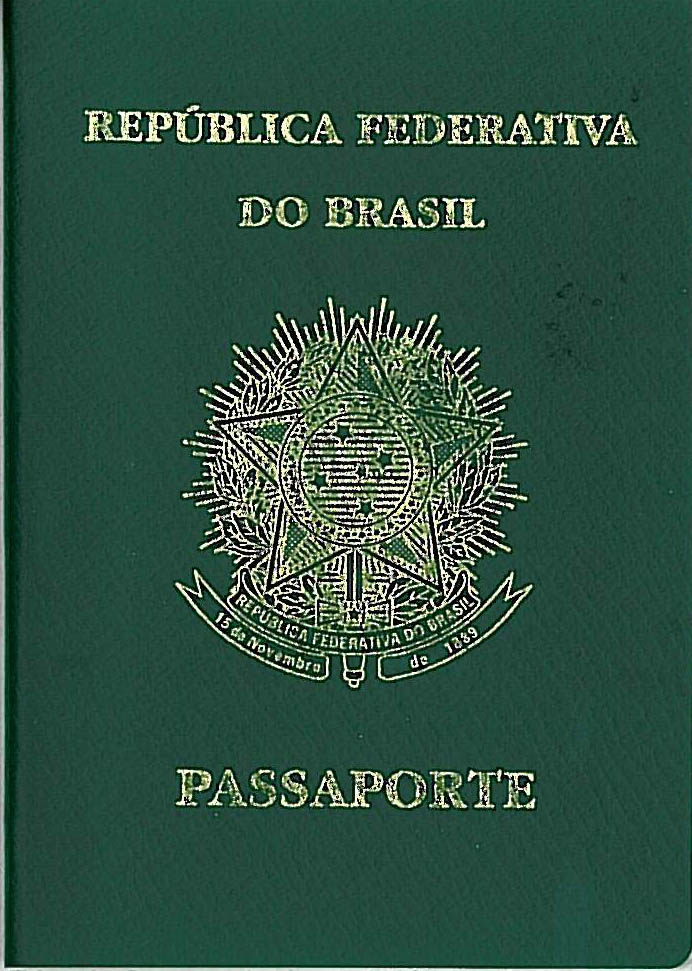
نسخة قديمة (خضراء داكنة) من جواز السفر البرازيلي، استخدم في أواخر السبعينيات.
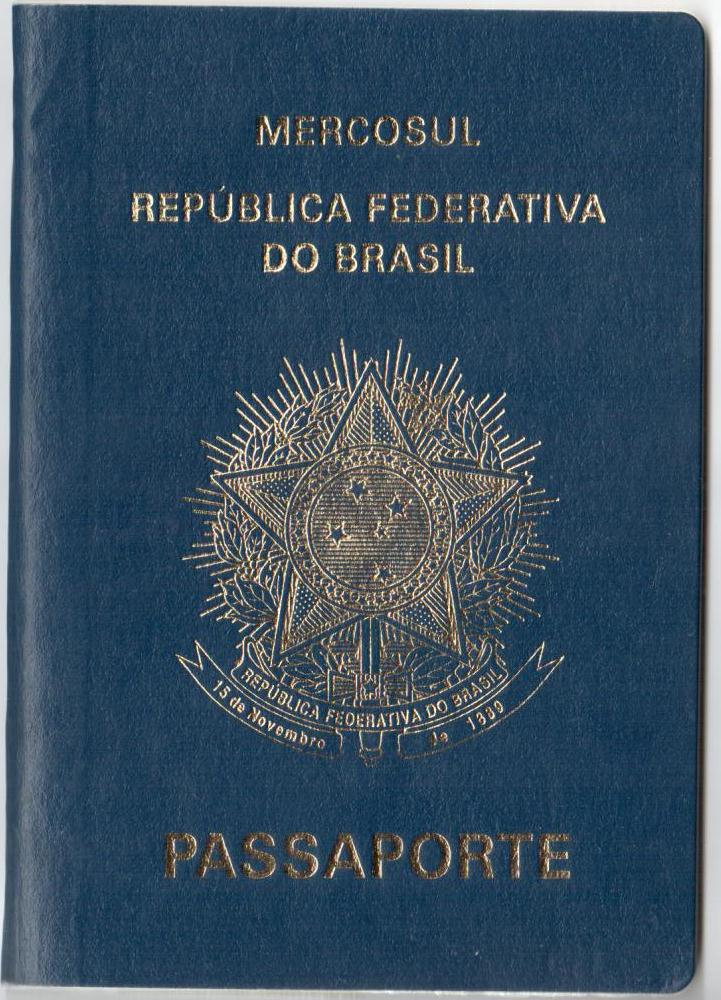
جواز السفر غير الإلكتروني، صادر من 2006 حتى 2010.
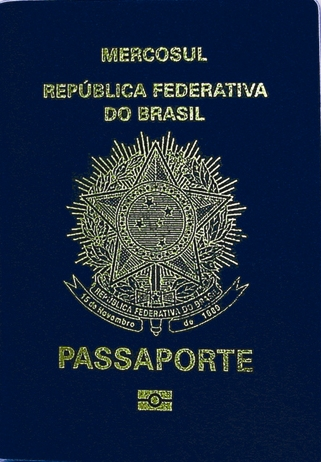
أول جواز سفر برازيلي إلكتروني، صادر من 2010 حتى 2015.
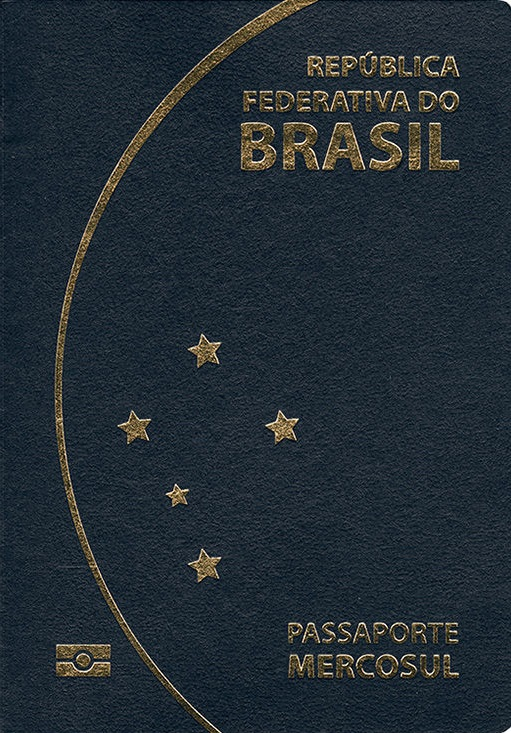
جواز السفر البرازيلي الإلكتروني، صادر من 2015 حتى 2019
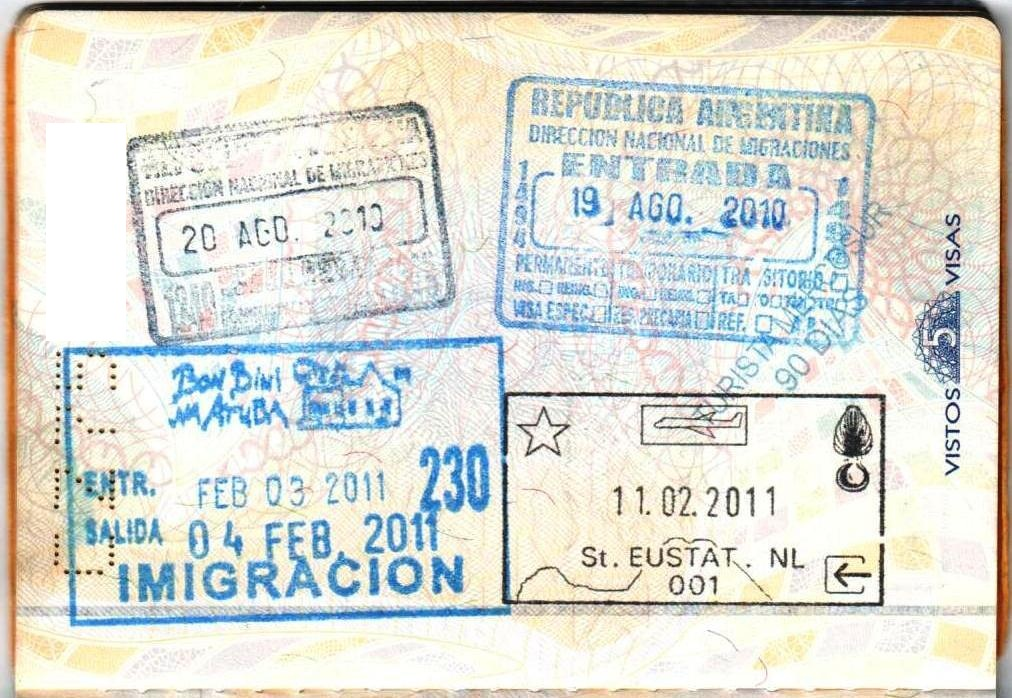
طوابع التأشيرة على جواز السفر البرازيلي.
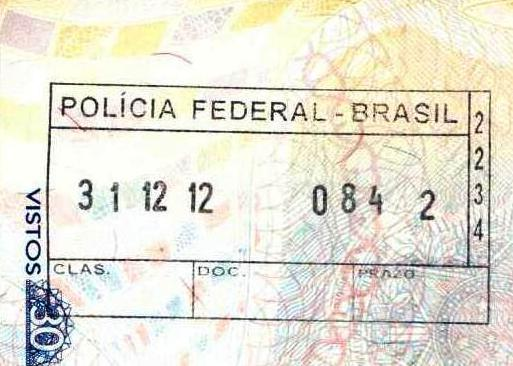
ختم الخروج من البرازيل.
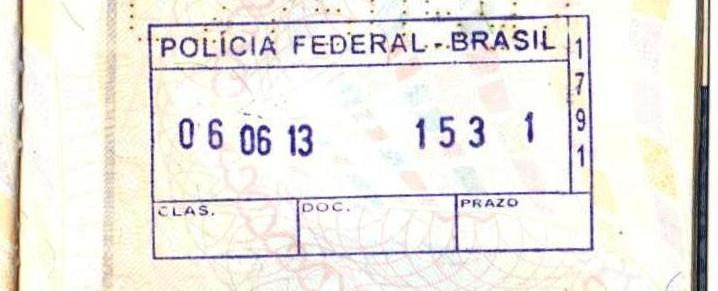
ختم دخول البرازيل.
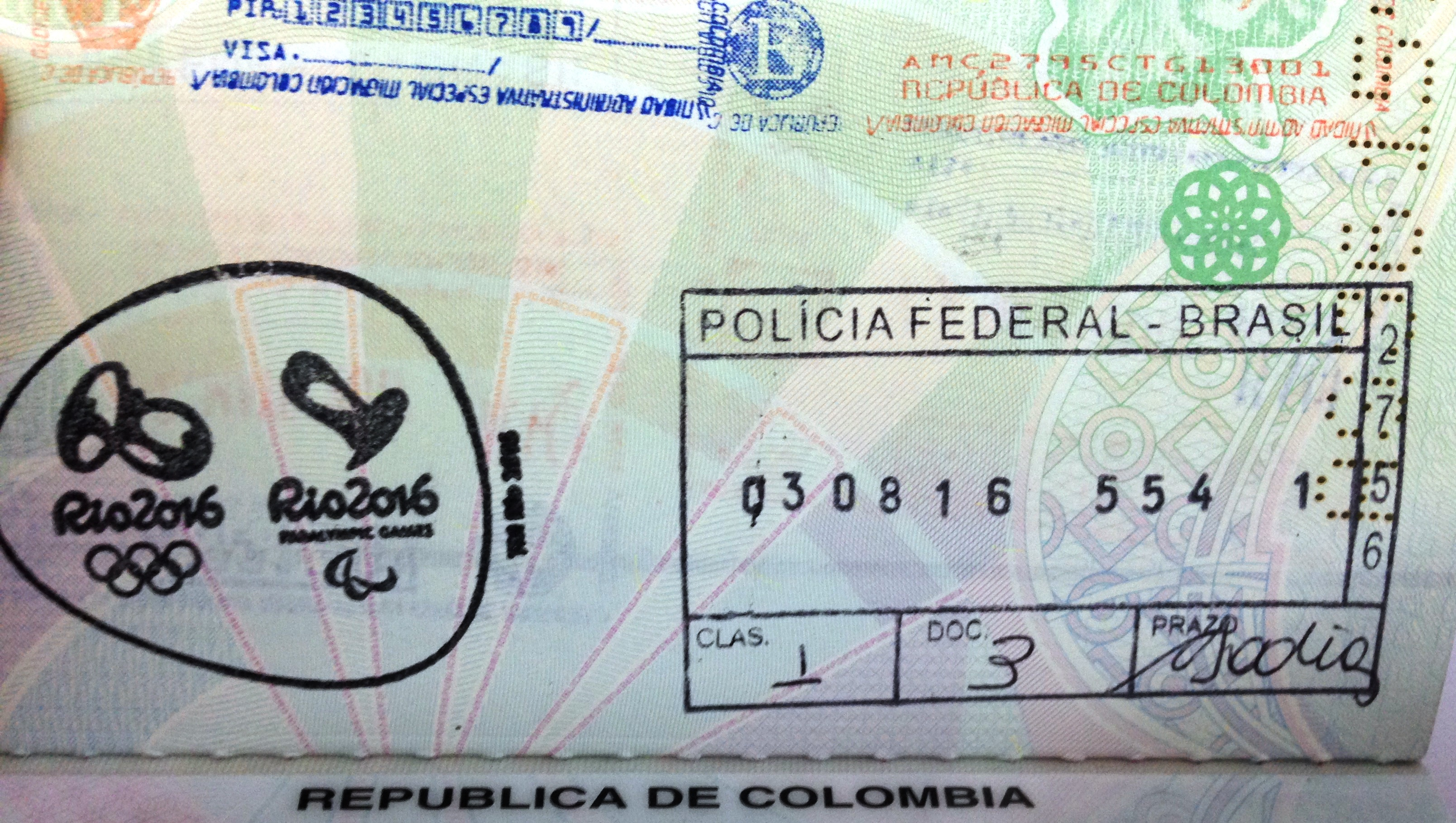
طوابع الألعاب الأولمبية للمعاقين في دورة الألعاب الأولمبية البرازيلية الخاصة 2016.